# Sasi
Sasi is een bestuurslaag in het regentschap Timor Tengah Utara van de provincie Oost-Nusa Tenggara, Indonesië. Sasi telt 3872 inwoners (volkstelling 2010).